# Karl Jung (Politiker, 1883)

Karl Jung

Karl Jung (* 23. Juni 1883 in Pirmasens; † 19. Januar 1965 in Hennenbach) war ein deutscher Politiker (NSDAP) und SS-Führer.

## Leben und Wirken
Nach dem Besuch der Volksschule und des Progymnasiums in Pirmasens sowie des humanistischen Gymnasiums in Landau studierte Jung von 1902 bis 1906 Rechts- und Staatswissenschaften in Heidelberg, Erlangen, München und Grenoble. 1906 promovierte er zum Dr. jur. Anschließend arbeitete er als Bankpraktikant. Ergänzend dazu besuchte er die Handelsschule in Berlin. 
1907 trat Jung als Einjährig-Freiwilliger in die Schutztruppe für Deutsch-Südwestafrika ein. Nach längeren Reisen ließ er sich 1910 in Okaputa als Farmbesitzer nieder. Europabesuche nutzte er für ein Studium der Medizin. Im Ersten Weltkrieg wurde Jung ab 1914 mit dem Königlich Bayerischen 5. Chevaulegers-Regiment an der Westfront und in Rumänien eingesetzt. Ab September 1917 war er Kommandeur der Divisionsfunkerabteilung 1724 an der Palästinafront. Von dort kehrte er im April 1919 ins Deutsche Reich zurück, wo er 1920 sein Medizinstudium beendete. Von 1921 bis 1922 hielt er sich wieder auf seiner Farm in Südwestafrika auf. Nach 1922 war Jung Leiter mehrerer Forschungslaboratorien im Deutschen Reich.
Jung trat der NSDAP erstmals am 23. Juni 1921 bei. Nach dem NSDAP-Verbot trat er der Partei erneut zum 27. Mai 1927 bei (Mitgliedsnummer 63.037). Von 1932 bis Mai 1934 war Jung Leiter des Kolonialreferats des Wehrpolitischen Amtes der NSDAP. 
Nach der Machtübertragung an die Nationalsozialisten trat Jung im Dezember 1933 als Sturmhauptführer in die SS (SS-Nummer 123.519) ein. Nach mehreren Beförderungen erreichte er im September 1937 den Rang eines SS-Oberführers. Zwischen Mai 1934 und Februar 1943 war er Stellvertreter des Reichsleiters Franz von Epp im Kolonialpolitischen Amt der NSDAP. Von März 1936 bis zum Ende der NS-Herrschaft im Frühjahr 1945 saß Jung als Abgeordneter für den Wahlkreis 18 (Westfalen Süd) im nationalsozialistischen Reichstag. Zudem war er Mitglied der Deutschen Akademie und der Akademie für Deutsches Recht. Im Zweiten Weltkrieg war Jung von Oktober 1939 bis spätestens November 1944 zum Wehrdienst eingezogen und dem stellvertretenden Generalkommando des VII. Armeekorps zur Dienstleistung zugeteilt.

## Schriften
- Wahl und rechtliche Stellung des Präsidenten der Republik in Frankreich, der Schweiz und den Vereinigten Staaten von Nordamerika, 1907. (Dissertation ?)